# Éric Laforge
Pour les articles homonymes, voir Laforge.
Éric Laforge, de nationalité française, de son vrai nom Éric Hennique, est un animateur de radio, né le 24 janvier 1964 à Compiègne et mort le 15 février 2020 à La Louvière (Belgique). Il est surtout connu pour avoir animé Le Morning Club, émission matinale de Classic 21 en Belgique.

## Carrière
Il étudie à l’École supérieure de journalisme de Paris, il est cofondateur de Radio Fugue avant d’officier sur diverses stations de radio françaises : Europe 1, RTL2, NRJ et Radio France.
À partir de 2004, il travaille sur Classic 21, où il anime les émissions Lunch Around the Clock , Men at Work puis le Morning Club dans la tranche matinale de la station, ainsi qu'une chronique sur la bande dessinée.
Il est mort à la suite des complications d'une intervention chirurgicale le 15 février 2020, à l'âge de 56 ans.

## Publications
- Éric Laforge, Almanach pop-rock 2, Racine Eds, 2018, 383 p. (ISBN 978-2-39025-056-2, OCLC 1086331590)[5]
- Calendrier 2018 pop-rock (Racine Eds, 2017)
- Almanach pop-rock (Racine Eds, 2016)
- Les Premières Fois (Éditions Lamiroy, 2014)[6]
- Let's Rock, jeu de société (Eric Laforge - Thierry Van Geet)
- Lady Dies, (Le Livre en Papier, 2016,  (ISBN 978-2-39017-015-0))